# الزينبية (حمص)
بلدة الزينبية هي إحدى قرى ريف تلكلخ الغربي التابعة لمحافظة حمص في سوريا، يبلغ عدد سكانها حوالي خمسة آلاف 5000 نسمة، ومن الزراعات التي تشتهر فيها هذا القرية، زراعة الفستق والحمضيات، النشاط الزراعي هو مصدر الدخل الرئيسي لسكان هذه القرية. بإمكان الزائر لهذه القرية أن يشاهد البناء الحجري القديم الذي ما زال متواجداً حتى الآن.

## الموقع الجغرافي
تعدّ بلدة الزينبية صلة وصل بين محافظتي حمص وطرطوس بالإضافة إلى امتدادها على رقعة جغرافية واسعة تصل حتى الخط الدولي M1، ويمر في أراضيها العديد من الأنهار، مثل: نهر العروس، ونهر خليفة التي تشكل العديد من البحيرات التي تحيط بالقرية من أربع اتجاهات، احتوائها على كل المصادر المائية والمياه الجوفية العذبة جعل منها موقعاً زراعياً بامتياز لكل أصناف البقوليات: الفول السوداني، والقمح، والخضراوات، والأشجار المثمرة، كما أنها موقع سياحي أيضاً تستقطب الزوّار من كل المناطق؛ لجمال الطبيعة السّهلية الخلابة، ومناخها المتوسطي المعتدل؛ لموقعها المتوسط البعيد عن البحر المتوسط أيضاً.

## رمز الاتصال
- سوريا +963
- حمص 031